# Prikhodite zavtra...
Prikhodite zavtra... (russisk: Приходите завтра...) er en sovjetisk spillefilm fra 1963 af Jevgenij Tasjkov.

## Medvirkende
- Jekaterina Savinova som Frosja Burlakova
- Anatolij Papanov som Nikolaj Vasilyevitj
- Jurij Gorobets som Kostja
- Nadezjda Zjivotova som Maria Semjonovna
- Aleksandr Schirvindt som Vadim